# 라술 하뎀
라술 하뎀 아즈가디(페르시아어: ‏رسول خادم ازغدی‎,‎ 1972년 3월 18일~)는 이란의 레슬링 선수이다. 1992년 하계 올림픽 자유형 라이트헤비급 종목에서 금메달을 획득했으며 1992년 하계 올림픽 자유형 미들급 종목에서 동메달을 획득했다. 또한 세계 선수권 대회에서 금메달 2개, 은메달 1개를 획득했다.
현역 은퇴 후 레슬링 감독, 정치인과 체육행정인으로 활동했으며 2014년부터 2018년까지 이란 레슬링 연맹의 회장을 맡았다.

## 개인사
아버지인 모함마드 하뎀과 형인 아미르 레자 하뎀 또한 이란 레슬링 국가대표 선수로 활동했다.